# Тата, Джо И.
Джо И. Тата (англ. Joe E. Tata, полное имя англ. Joseph Evan Tata — Джозеф Эван Тата; 13 сентября 1936, Питтсбург, Пенсильвания — 25 августа 2022, Лос-Анджелес, Калифорния) — американский телевизионный актёр, получивший широкую известность благодаря исполнению роли Нэта Буссиччио, владельца кафе «Персиковая косточка», в телесериале «Беверли-Хиллз, 90210».

## Карьера
Джо Тата начал сниматься ещё в 1960-х годах — его карьера насчитывает появления в десятках телесериалов и телевизионных фильмов в эпизодических ролях. В таких сериалах, как «Затерянные в космосе» (озвучивание персонажей), «Бэтмен», «О’Хара, сотрудник отдела ценных бумаг», «Миссия: Невыполнима», «Частный детектив Мэнникс», «Адам-12», «Расследования ФБР», «Файлы Рокфорда», «Полицейская история», «Вегас» он появился в разных ролях.
В 1990 году Аарон Спеллинг дал актёру роль американца Нэта Буссиччио итальянского происхождения, владельца популярного кафе «Персиковая косточка» в сериале «Беверли-Хиллз, 90210». Актёр снялся в 238 эпизодах шоу, и в середине сериала вошёл в основной состав. В пилотном эпизоде спин-оффа «90210: Новое поколение» получил гостевую роль. Летом 2014 года появился в роли директора школы «Западного Беверли» в эпизоде «High School Mystery» сериала «Таинственные девушки» с Дженни Гарт и Тори Спеллинг в главных ролях.
Скончался 25 августа 2022 года.

## Личная жизнь
Был женат на Сьюзан Леви, пара находилась в разводе. От этого брака у актёра родилась дочь.

## Избранная фильмография

### Кино
| Телевидение | Телевидение              | Телевидение        | Телевидение | Телевидение            |
| Год         | Название                 | В оригинале        | Обязанности | Примечания             |
| ----------- | ------------------------ | ------------------ | ----------- | ---------------------- |
| 1972        | Хики и Буггс             | Hickey & Boggs     | Ассистент   |                        |
| 1972        | Соблазнительные роллерши | The Unholy Rollers | Маршалл     |                        |
| 1977        | Сёстры смерти            | Sisters Of Death   | Джоуи       |                        |
| 1992        | Любовь, как эта          | Love Is Like That  | Норм        |                        |
| 1999        | Удаляющий рога           | The Dishpan Man    | Джино       | короткометражный фильм |

### Телевидение
| Телевидение | Телевидение                | Телевидение                             | Телевидение            | Телевидение         |
| Год         | Название                   | В оригинале                             | Обязанности            | Примечания          |
| ----------- | -------------------------- | --------------------------------------- | ---------------------- | ------------------- |
| 1963-1964   | За гранью возможного       | The Outer Limits                        | разные роли            | 2 эпизода           |
| 1964-1967   | Путешествие на дно океана  | Voyage To The Bottom Of The Sea         | разные роли            | 3 эпизода           |
| 1966-1968   | Бэтмен                     | Batman                                  | разные роли            | 5 эпизодов          |
| 1966-1972   | Миссия: Невыполнима        | Mission: Impossible                     | разные роли            | 3 эпизода           |
| 1967        | Затерянные в космосе       | Lost In Space                           | разные роли            | 5 эпизодов          |
| 1874-1978   | Файлы Рокфорда             | The Rockford Files                      | разные роли            | 8 эпизодов          |
| 1975-1978   | Полицейские истории        | Poilce Story                            | разные роли            | 3 эпизода           |
| 1976        | Улицы Сан-Франциско        | The Streets Of San Francisco            | Бобби Уолдрон          | 1 эпизод            |
| 1980-1981   | Вегас                      | Vega$                                   | разные роли            | 3 эпизода           |
| 1981        | Долина кукол               | Jacqueline Susann’s Valley Of The Dolls | Арт Уилльямс           | мини-сериал         |
| 1981        | Дни нашей жизни            | Days Of Our Lives                       | Уоррен                 | н/д                 |
| 1983        | Отель                      | Hotel                                   | Джимбо                 | 1 эпизод            |
| 1984        | Грустный парень            | The Fall Guy                            | Помощник режиссёра     | 1 эпизод            |
| 1984        | Майк Хаммер                | Mike Hammer                             | Джон Бокс              | 1 эпизод            |
| 1984        | Саймон и Саймон            | Simon & Simon                           | Бармен                 | 1 эпизод            |
| 1984        | В поисках потерянной любви | Finder Of Lost Loves                    | Бармен Ник             | 1 эпизод            |
| 1985        | Мэтт Хьюстон               | Matt Houston                            | Доктор Дайр            | 1 эпизод            |
| 1985        | Команда «А»                | The A-Team                              | Буки МакГради          | 1 эпизод            |
| 1985        | Голливудские жёны          | Hollywood Wives                         | Элиотт                 | мини-сериал         |
| 1985        | Ритм Голливуда             | Hollywood Beat                          | н/д                    | 1 эпизод            |
| 1985        | Безумная лиса              | Crazy Like A Fox                        | н/д                    | 1 эпизод            |
| 1987        | Блюз Хилл-Стрит            | Hill Street Blues                       | Фрателли / Фрателло    | 2 эпизода           |
| 1987        | Сказки тёмной стороны      | Tales From The Darkside                 | Алекс Хэйс             | 1 эпизод            |
| 1987        | Рейнджеры с высокой горы   | High Mountain Rangers                   | Джозеф «Нитро» Капелли | пилотный эпизод     |
| 1987        | Частный детектив Магнум    | Magnum, P.I.                            | Бенни Трэвис           | 1 эпизод            |
| 1987        | Главный госпиталь          | General Hospital                        | Руди Кинг              | н/д                 |
| 1990-2000   | Беверли-Хиллз, 90210       | Beverly Hills, 90210                    | Нэт Буссиччио          | 238 эпизодов        |
| 1991        | Охотник                    | The Hunter                              | Мистер Трикл           | 1 эпизод            |
| 1996        | Терминал                   | Terminal                                | Лейтенант Джонс        | телевизионный фильм |
| 2001        | Зачарованные               | Charmed                                 | Полицейский инспектор  | 1 эпизод            |
| 2008        | 90210: Новое поколение     | 90210                                   | Нэт Буссиччио          | 3 эпизода           |
| 2014        | Таинственные девушки       | Mystery Girls                           | Директор Фрост         | 1 эпизод            |